# Plava trava zaborava
Plava trava zaborava je hrvaška country glasbena skupina, ki jo je leta 1982 v Zagrebu ustanovil frontman Eduard Matešić – Jimmy na pobudo producenta Dražena Vrdoljka. Sestavil je osemčlansko zasedbo že uveljavljenih glasbenikov multiinštrumentalistov, v kateri so bili navdušenci nad tem glasbenim slogom, s katerim so orali ledino v takratni Jugoslaviji. Ime so si izbrali po naslovu pesmi Arsena Dedića »Plava ruža zaborava«, le besedo »ruža« (vrtnica) so zamenjali s »trava« kot dobeseden prevod imena countryju sorodne zvrsti bluegrass (torej dobesedno »bluegrass pozabe«).
Najprej so nekaj let nastopali po manjših klubih, predvsem na Hrvaškem in v Sloveniji, kjer so preigravali priredbe country hitov. To je bila takrat precejšnja eksotika, saj je šlo za v javnosti takrat še praktično neznan slog z Zahoda, v jeziku, ki ga ljudje večjidel niti niso razumeli, saj je bila Jugoslavija bližje vzhodnemu bloku. Njihov prvi album je bil album v živo Live!, posnet leta 1984 na njihovem prvem večjem koncertu v zagrebškem klubu Kulušić. Naslednji trije albumi so prav tako vsebovali zlasti priredbe, pri čemer pa so na vsakega uvrstili tudi po eno hrvaško skladbo.
Z njimi so po letu 1986 zaradi kakovosti postali prepoznani tudi v mednarodnem merilu (tuji komentatorji so opazili avtentičnost, vključno z Matešićevim ameriškim naglasom) in so pričeli redno nastopati v tujini, od Združenih držav Amerike do Sovjetske zveze. Šele na peti album, Plava Trava Zaborava (1990), so vključili zgolj avtorske skladbe, ki so jih napisali Đorđe Novković, Zrinko Tutić in drugi avtorji.
Plava trava zaborava še vedno nastopa, sicer manj aktivno in z nekaj menjavami zasedbe, zdaj s petimi člani. Med pomembnejšimi nastopi je veliki koncert ob 16. obletnici obstoja leta 1998, na katerem so se jim pridružili znani gostje s hrvaške glasbene scene, kot so Aki Rahimovski, Severina, Oliver Dragojević, Goran Bare in Vanna. Leta 2009 je izšla njihova zadnja izdaja, kompilacijski album Ultimate Collection s prerezom takrat skoraj tridesetletne kariere skupine. Tekom svojega obstoja so prodali več kot pol milijona izvodov albumov.

## Diskografija
- Live! (1984) LP/MC
- Country (1985) LP/MC
- Hat Trick (1987) LP/MC
- Dance all night (1988) live CD/Video
- Plava Trava Zaborava (1990) MC
- Muddy river blues (1996) CD
- I to sam ja (1997) CD
- 16 nam je godina tek (1998) CD/DVD
- Ultimate Collection (2009) CD